# Płotek
Płotek – konstrukcja budowlana, wykonywana w podstawowym zakresie z naturalnych materiałów martwych, a także z żywych pędów określonych roślin, stosowana w hydrotechnice, melioracjach i budownictwie ziemnym, do zabezpieczania brzegów i skarp. Tego rodzaju umocnienie zaliczane jest do kategorii biotechnicznego umocnienia brzegu lub stoku. Podstawowym materiałem stosowanym przy wykonywaniu tego rodzaju robót budowlanych są elementy z naturalnych materiałów martwych jak: paliki drewniane, łaty drewniane, pędy wybranych roślin, np. wierzby; wiklina, kiszki faszynowe. Jako materiały pomocnicze stosuje się drut i gwoździe stalowe. W zależności od zastosowanych materiałów wyróżnia się różne rodzaje płotków. Ponadto tak wykonany płotek może być płotkiem nieożywionym lub płotkiem ożywionym. W płotku ożywionym stosuje się świeże pędy wybranej rośliny, najczęściej wierzby, które dzięki zagłębieniu w ziemi mają możliwość wegetacji.
Stosuje się między innymi następujące rodzaje płotków:
płotek plecionyjego wykonanie polega na wbiciu na odpowiednią głębokość palików drewnianych, w ustalonych odstępach, a następnie opleceniu ich świeżymi pędami wierzby lub innych gatunków drzew (przy płotkach nieożywionych); wykonuje się także płotki ożywione z zagłębieniem końców pędów w grunt, lub płotki plecione bez użycia palików,
płotek łatowytego typu płotki stosuje się na ciekach wodnych o większym spadku i transporcie rumowiska; stosuje się łaty z okrąglaków,
płotek z kiszek faszynowychtego typu płotki stosuje się na ciekach o małym spadku i małym transporcie rumowiska; można stosować płotki z jednej kiszki faszynowej lub układnych w kilku warstwach, pomiędzy dwoma rzędami palików.
Po wykonaniu płotka, przestrzeń pomiędzy płotkiem a skarpą zasypuje się odpowiednim gruntem. Wykonywane są również zabezpieczenia z większej niż jeden rzędów płotków. W tym przypadku również przestrzeń między płotkami wymaga zasypania odpowiednio dobranym gruntem. Wysokość płotków od dna cieku wynosić może maksymalnie 0,3; 0,5; 0,6 m; w zależności od typu płotka, rzadziej więcej. Tego typu umocnienia nie można stosować, gdy występuje erozja wgłębna na cieku.
Płotki stosowane są również jako podstawowy lub pomocniczy element budowy innych, większych budowli hydrotechnicznych, w tym budowli regulacyjnych, np. jako podstawa budowy ostrogi regulacyjnej, w której wykonany płotek zostaje obłożony narzutem kamiennym. Innym zastosowaniem płotków jest budowa na małych ciekach niewielkich budowli piętrzących, o niewielkich spadkach, które stosowane są do stabilizacji dna powyżej takiej budowli.
Współcześnie płotki wykonywane są także z tworzyw innych niż naturalne, w ramach technicznego umocnienia brzegu. Stosuje się tu tworzywa sztuczne – twarde PCW, w postaci płyt i taśm perforowanych.